# Gladys Phillips
Gladys Phillips, Gladys Gosling (ur. w 1910) – australijska lekkoatletka, sprinterka.
Srebrna medalistka mistrzostw Australii w biegu na 100 jardów (1933).
Wielokrotna rekordzistka kraju w sztafecie 4 × 100 metrów (do wyniku 50,2 w 1931)